# Distretto di Qala-i-Naw
Il distretto di Qala-i-Naw è un distretto nella provincia del Badghis, in Afghanistan. La popolazione venne stimata nel 1990 in 82.525 abitanti, in maggioranza tagiki (80%) con minoranze di Pashtun, Baluchi, uzbechi e turkmeni.
Il centro amministrativo del distretto è Qala-i-Naw, capitale anche della provincia. Il distretto è conosciuto per le foreste di pistacchio.